# شفق بقال‌باشی‌اوغلو
شفق بقال‌باشی‌اوغلو (انگلیسی: Şafak Bakkalbaşıoğlu؛ زادهٔ ۲۹ مهٔ ۱۹۶۴) تهیه‌کننده تلویزیونی اهل ترکیه است. وی از سال ۱۹۸۳ میلادی تاکنون مشغول فعالیت بوده‌است.